# Anarta edwardsii
Trichoclea edwardsii là một loài bướm đêm trong họ Noctuidae.